# 空気膜造形

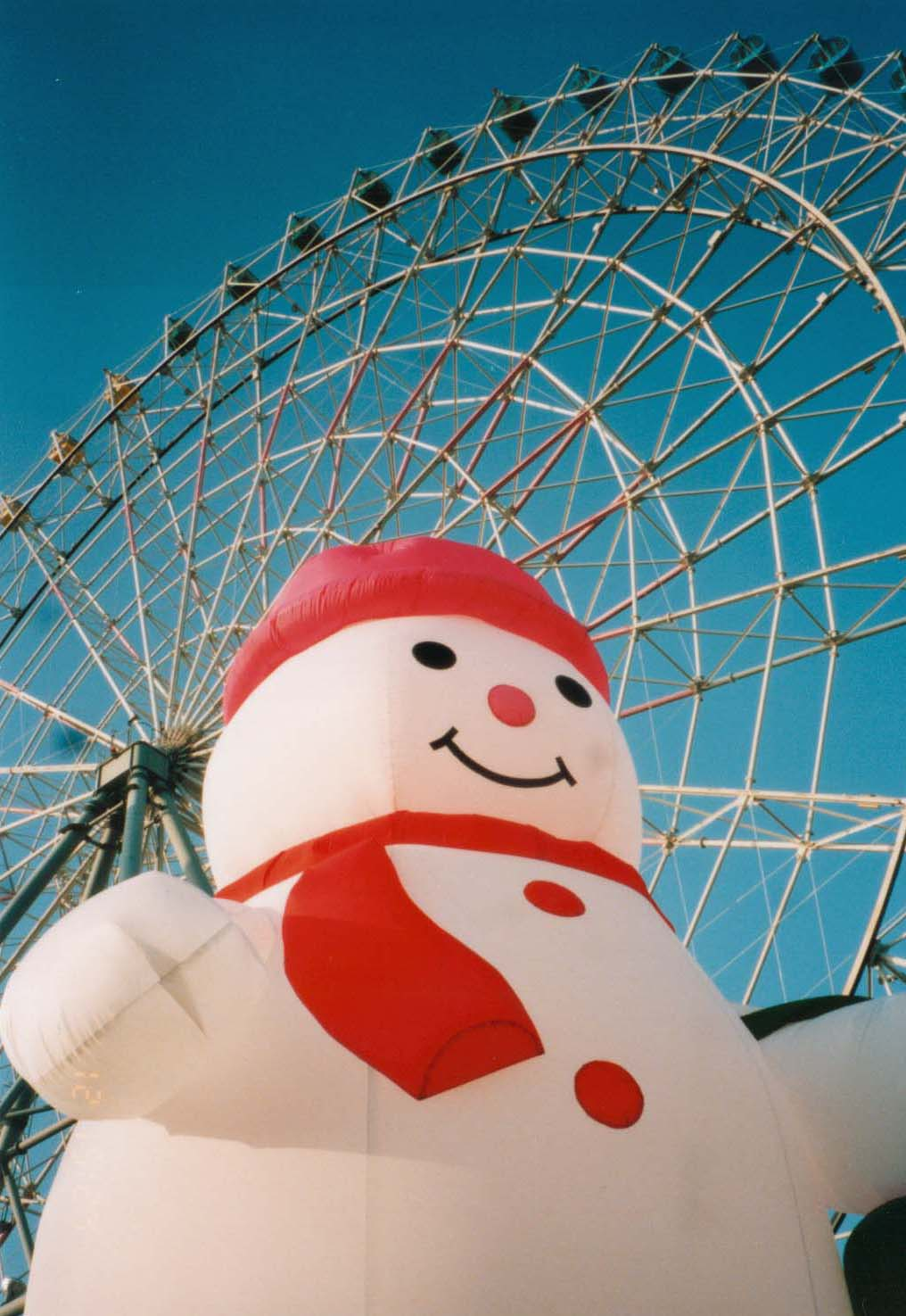
空気膜造形：スノーマン

空気膜造形（くうきまくぞうけい）とはエア造形とも呼び、空気で膨らませて形状を維持する造形である。おもに、巨大なキャラクターモニュメントに用いられる造形手法。材質は薄くて柔らかく気密性の高い布地やビニールなどが使われる。造形を成立させる原理は、膜材質で立体状に形成された内部が空洞の構造物に、空気などの気体を充填して内部の気圧を外気圧よりわずかに高めて表面の膜材質を張り詰め、内部に骨組みやフレーム等の支え無しで大きなサイズの立体形状を気圧差のみで構成および維持するといった空気膜構造。内部の気圧を維持する方法として、常時送風式と密閉式がある。東京ドームに代表されるエアドーム・子供が飛び跳ねて遊べるエア遊具などは常時送風式であり、風船･浮き輪･アドバルーンなどは密閉式である。

## 分類
空気膜造形は内部気体の供給手段の有無で以下の二種類に分類する。

### 常時送風式
空気を常時連続して膜体内部に送り込み、膜体全体に空気を充満させ、かつ膜体内部の気圧を外部の大気圧より高め、表面の膜体被膜を張りつめて形状を保持させる仕様。材質は気密性の高い布地などで、大きなサイズになるほど厚い材質が使用できる。表面材質の接合方法は主に業務用ミシンによる縫製であり、高周波による溶着は、布地同士の引っ張り強度は強いが上下の引っ張りは強くないので、空気膜造形には不向きである。

### 密閉式
空気やヘリウムガスなどの気体を表面が膨張するまで充填して、その後、気体の供給口に栓をして気体が外部に漏れ出さないようにして立体形状を維持する仕様。風船・浮き輪・アドバルーンなどが密閉式の例である。膜材質および膜材質の接合面が内部に充填された気体の分子を遮断できない限り、内部の気体は時間の経過と共に外部に漏れ出す。材質は立体成型手段及び接合方法の関係から、ゴム･薄いビニールなどが用いられる。

## サイズによる相違
空気膜造形は気圧の差で形状が成立する。そして、内気圧は物質の体積に正比例する。よって、サイズが大きくなると内気圧が増大して表面に加わる圧力が高くなるので、サイズに見合った表面材質及び接続方法･仕様が必要である。密閉式の場合、サイズが小型であれば継ぎ目がない一体成型が可能であるが、大きなサイズまたはシンプルではない形状の場合、表面材質に継ぎ目がたくさんできる。内部圧力が表面全体にかかり継ぎ目など弱い部分に圧力がかかることにより表面に断裂が発生する可能性が高く、しぼんでしまい長期間に渡って形状を維持できないことが多い。
しかし、常時送風式の場合は表面材質もさることながら、空気の供給口が閉じていない形状なので、内部圧力が増大すると供給口から空気が押し戻される。こうして常時送風式の空気膜造形は空気の供給が続く限り、内気圧が外気圧よりも若干高いまま絶妙なバランスを保ち、当初のままの形状を維持できる。